# Rhynchosia affinis
Rhynchosia affinis är en ärtväxtart som beskrevs av De Wild. Rhynchosia affinis ingår i släktet Rhynchosia och familjen ärtväxter. Inga underarter finns listade i Catalogue of Life.